# Römer-Lippe-Route
Die Römer-Lippe-Route ist ein 479 km langer flussbegleitender Radfernweg in Nordrhein-Westfalen und wurde im April 2013 eröffnet. Die Route führt vom Hermannsdenkmal bei Detmold entlang der Lippe (Lippia) bis nach Xanten am Niederrhein und versucht so, den Weg der an der Varusschlacht beteiligten römischen Legionen nachzuzeichnen (obgleich die Schlacht nach neuesten Erkenntnissen nicht bei Detmold stattgefunden hat). Hierin begründet sich auch die Bezeichnung Römer-Lippe-Route. Die Römer-Lippe-Route ist Nachfolger-Radwanderweg der Römerroute. Die insgesamt 479 km führen auf der 295 km langen Hauptroute sowie 184 km auf den zwölf thematischen Wegeschleifen, die die Themen Wassererlebnis und Römerkultur thematisieren.

## Streckenverlauf

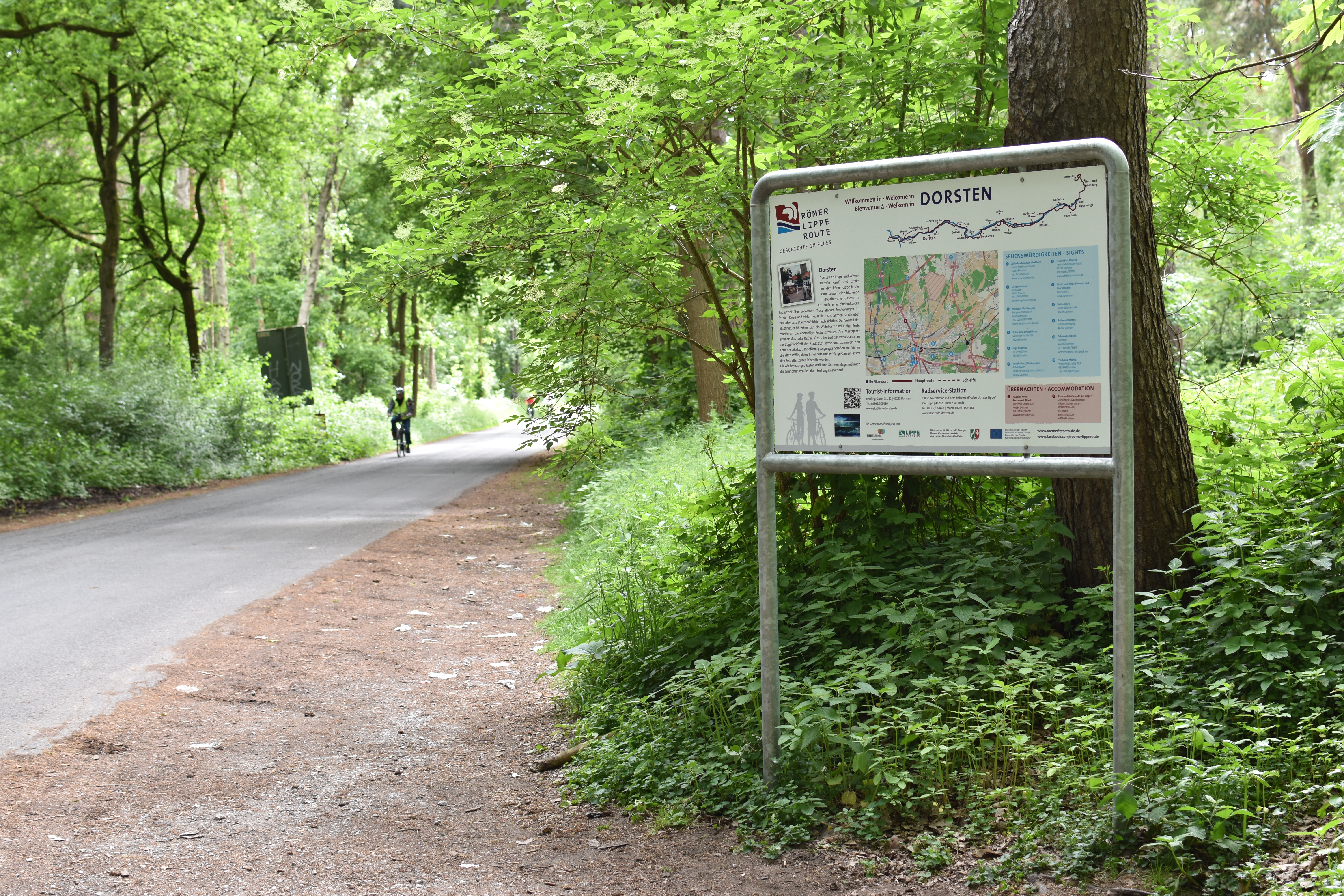
Große Infotafel mit Übersichtskarte in Dorsten

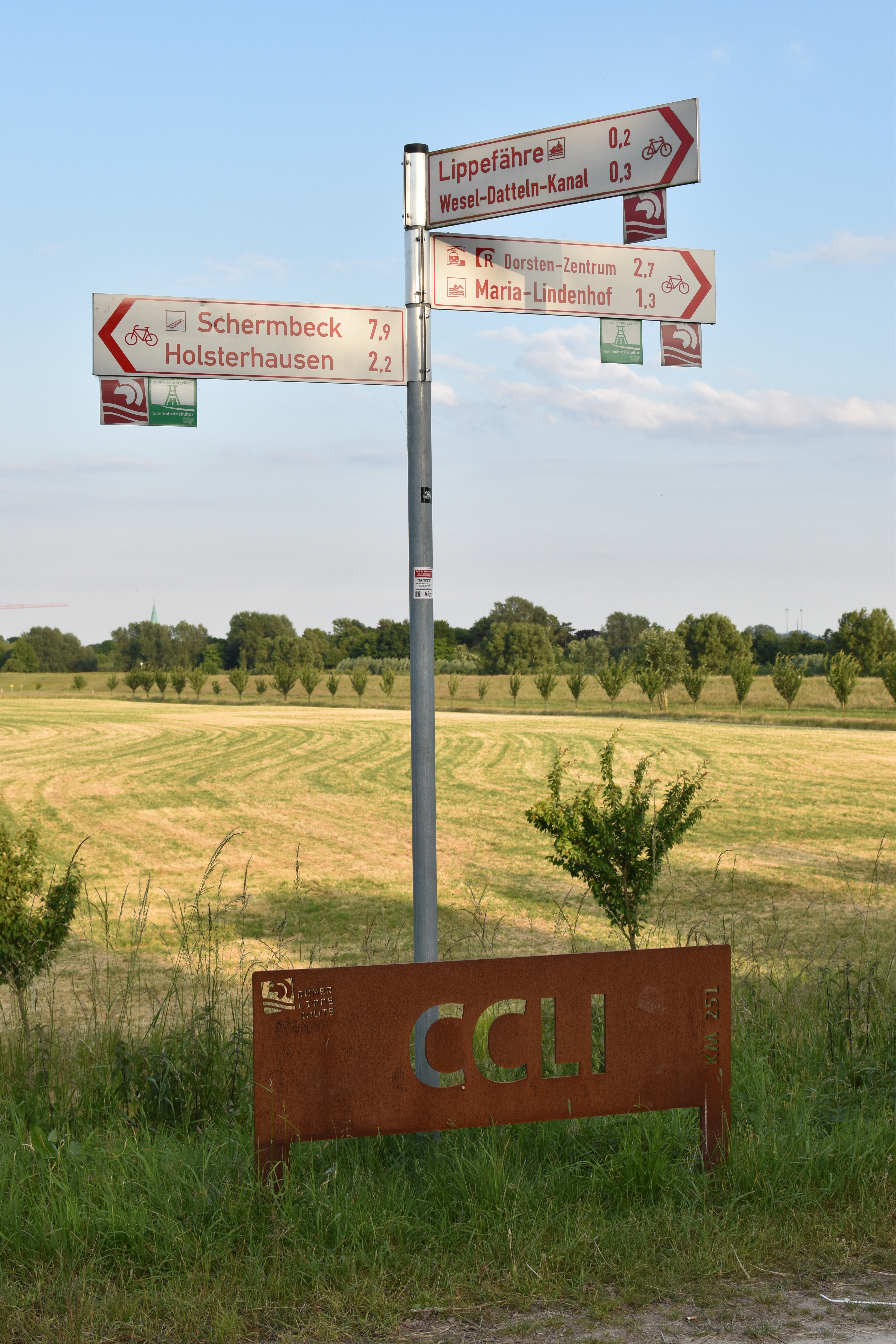
Wegweiser bei Kilometer 251

Die Römer-Lippe-Route verläuft in weiten Teilen entlang der Lippe und einer ehemaligen Heeresstraße der Römer, die von 12 v. Chr. bis 16 n. Chr. zur Sicherung der Lippe als Schifffahrtsstraße und zur Eroberung des rechtsrheinischen Germanien dienen sollte. Ausgangspunkt der Route ist das Hermannsdenkmal in Detmold. Römerlager entlang der Strecken konnten in Bergkamen-Oberaden (Römerlager Oberaden), Olfen (Römerlager Olfen), Haltern am See (LWL-Römermuseum), Holsterhausen (Römerlager Holsterhausen), Anreppen (Römerlager Anreppen) sowie das in der Provinz Germania inferior gelegene Legionslager Vetera bei Xanten nachgewiesen werden. Außerdem verfügt die Route über zwölf thematische Wegeschleifen mit einer Länge von 184 km zu den Themen Römerkultur und Wassererlebnis.
Die Hauptroute hat eine Länge von 295 km im Vergleich zu einer Straßenentfernung von 225 km von Detmold über Paderborn nach Xanten. Sie führt entlang des Lippetals in ostwestlicher Richtung. Die Gesamtstrecke inkl. Wegschleifen beträgt 479 km lang.

## Die thematischen Wegeschleifen
Der Kern Radweg ist durch thematische Wegschleifen ergänzt worden, die von der Hauptroute abweichen und in einer Schleife wieder auf den Hauptweg einmünden.

### Talleseen-Schleife (ca. 9km)
Die Schleife führt um Paderborn an den Tallesseen vorbei und führt am Padersee wieder auf die Hauptroute.

### Boker-Kanal-Schleife (ca. 14km)
Der im 19. Jahrhundert geschaffene Lippe-Seitenkanal diente der Bewässerung der sonst kargen Sandböden des Sennegebietes. Er gilt mit seinen Schleusenanlagen heute als bedeutendes westfälisches Kulturdenkmal und bietet gemeinsam mit den schattigen Baumreihen ein echtes Wassererlebnis.

### Solequellen-Schleife (ca. 23km)
Diese Schleife führt durch den Kurort Bad Waldliesborn, der u. a. durch seine reichhaltigen Thermal-Solequellen bekannt ist. Über das Museum Abtei Liesborn in Wadersloh führt die Schleife auf die Hauptroute.

### Naturerlebnis-Auenland-Schleife (ca. 9km)
Im Rahmen des Projektes Naturerlebnis Auenland sind in den vergangenen Jahren neue Lebensräume für Tiere und Pflanzen in den Auen von Lippe und Ahse sowie Beobachtungsmöglichkeiten und Ruheorte geschaffen worden.

### Lippeauen-Schleifen (ca. 3,5km)
Die Lippeaue wurde mit dem LIFE-Projekt Lippeaue als Lebensraum für bedrohte Tierarten sowie als Rückhalteraum für Hochwasser renaturiert. Anhand Informationstafeln und zweier Beobachtungstürme erhält man einen Einblick in das Leben im Auenland.

### Wasserschloss-Schleife (ca. 5km)
Auf dieser Schleife geht es vorbei am mittelalterlichen Schloss Oberwerries und dem Schloss Heessen, das heute ein Landschulheim beherbergt.

### Lippe-Aussichtsturm-Schleife (ca. 9km)
Während die Hauptroute über den Römerpark Bergkamen leitet, führt die Schleife in die Auenlandschaft mit dem Lippeaussichtsturm und der naheliegenden Ökologiestation des Kreises Unna. Hier wird Naturschutz anhand von einem Bauerngarten, Pflanzenpädagogikteich sowie einem Waldbienenlehrpfad anschaulich erklärt.

### Victoria-Schleife (ca. 13km)
Im Gegensatz zur Hauptroute, die am LWL-Römermuseum Haltern am See entlang läuft, führt die Schleife entlang der Lippe weiter.

### Römerspuren-Schleife (ca. 39km)
Auf dieser Schleife, die einen direkten Verbindungsweg auf einer ehemaligen Bahntrasse zwischen Dorsten und Wesel bietet, erfährt man einiges über den Alltag der Römer und deren Beschwerlichkeiten, die damals das Leben der römischen Legionäre bestimmten.

### Lippemündungs-Schleife (ca. 18km)
Der Mündungsraum der Lippe wird seit einigen Jahren Stück für Stück renaturiert und dient als artenreiches Naherholungsgebiet für Anwohner und Besucher.

### Rhein-Auen-Schleife (ca. 11,5km)
Während die Hauptroute den Rhein quert und durch das Naturschutzgebiet Bislicher Insel nach Xanten führt, geht die Rhein-Auen-Schleife weiter auf den Deichen rechts des Rheins.

### Römische Wasserquellen-Schleife (ca. 30km)
Die Schleife beginnt am Endpunkt der Römer-Lippe-Route und führt unter anderem durch die Landschaft der Sonsbecker Schweiz, einem Höhenzug einer ehemaligen Stauchmoräne. Thematische Stationen geben Auskunft über die Siedlungsgeschichte der Colonia Ulpia Traiana, einer römischen Stadt auf dem heutigen Xantener Gebiet. Deren Wasserversorgung wurde zum Teil aus Quellen der Sonsbecker Höhen gewonnen und über Wasserleitungen mit einer Strecke von rund 9 km bis zur damaligen antiken Stadt transportiert.

## Höhenprofil
Die Römer-Lippe-Route verfügt überwiegend über ein relativ flaches Profil. Nur auf den östlichsten Streckenkilometern zwischen Hermannsdenkmal und Bad Lippspringe sind bei der Überquerung des Teutoburger Waldes wenige Steigungen und Abfahrten zu erwarten. Westlich davon verläuft die Route weitestgehend flach durch die Auenlandschaften der Lippe.

## Wegebeschaffenheit
Die Route ist in beiden Fahrtrichtungen ausgeschildert. Geringe Steigungen und leicht zu fahrende Wege machen die Route familienfreundlich; bedeutende Sehenswürdigkeiten, historische Ortskerne, Museen sowie Thermal- und Spaßbäder und andere Freizeiteinrichtungen am Wegrand machen die Route nicht nur landschaftlich interessant. Bei einer Bereisung der Gesamtstrecke von Osten (Detmold) nach Westen (Xanten) treten nach Überwindung des Teutoburger Waldes keine gravierenden Steigungen mehr auf. Die vorherrschenden Westwindlagen sprechen für eine Bereisung in Ostrichtung durch Allwetter-Radfahrer. Die Route verläuft überwiegend auf separat geführten und autofreien Wegen, deren Oberfläche überwiegend asphaltiert oder mit wasserabweisendem Schotter belegt sind.

## Beschilderung
Ausgeschildert wird die Route durch einen weißen Helm auf rot/blauem Untergrund auf einem quadratischen Schild; der Helm steht für die Römer, während die Lippe durch einen stilisierten blauen Fluss dargestellt wird. Zudem sind die Wegeschleifen durch eigene Farben gekennzeichnet worden. So ist das Schild der Wassererlebnis-Schleife komplett in blau und das Schild Römerkultur-Schleife gänzlich in rot. An Kreuzungspunkten mit anderen Routen stehen rot-weiße Pfeilwegweiser mit Kilometer- und Ortsangaben sowie dem Piktogramm der Römer-Lippe-Route. Die Römer-Lippe-Route verläuft auf den Radwegen des NRW-Radwegenetzes. Die Route selbst ist in beiden Fahrtrichtungen mit Routensignets ausgeschildert.

## Sehenswürdigkeiten entlang der Strecke
Entlang der Strecke der Römer-Lippe-Route befinden sich viele historische, kulturelle und naturelle Sehenswürdigkeiten:
- Lippemündung in Wesel
- Römerstadt Xanten mit Archäologischem Park und Altstadt
- Römermuseum in Haltern am See
- Altes Quartier in Lünen mit Persiluhr und Ochsenzug
- Römerlager Bergkamen-Oberaden
- Altstadt Werne
- Maximilianpark in Hamm
- Lippeschleusen Hamm
- Altstadt Paderborn und Lippstadt
- Lippequelle in Bad Lippspringe
- Hermannsdenkmal und Altstadt Detmold

## Orte an der Strecke
Von West nach Ost verbindet die Römer-Lippe-Route die Städte und Gemeinden Sonsbeck – Xanten – Wesel – Hünxe – Schermbeck – Dorsten – Haltern am See – Olfen – Selm – Waltrop – Lünen – Bergkamen – Werne – Hamm – Welver – Herzfeld – Lippstadt – Delbrück – Paderborn – Bad Lippspringe – Schlangen – Horn-Bad Meinberg – Detmold.
| Ort                           | Entfernung vom Startpunkt der Römer-Lippe-Route |
| ----------------------------- | ----------------------------------------------- |
| Hermannsdenkmal               | 0 km                                            |
| Detmold                       | 8 km                                            |
| Horn-Bad Meinberg             | 20 km                                           |
| Bad Lippspringe               | 37 km                                           |
| Paderborn                     | 50 km                                           |
| Delbrück                      | 68 km                                           |
| Lippstadt                     | 92 km                                           |
| Wadersloh                     | 98 km                                           |
| Lippetal – Hovestadt/Herzfeld | 110 km                                          |
| Lippetal – Lippborg           | 122 km                                          |
| Welver                        | 130 km                                          |
| Ahlen/Dolberg                 | 140 km                                          |
| Hamm                          | 153 km                                          |
| Werne                         | 165 km                                          |
| Bergkamen                     | 170 km                                          |
| Lünen                         | 184 km                                          |
| Waltrop                       | 190 km                                          |
| Selm                          | 198 km                                          |
| Olfen                         | 206 km                                          |
| Datteln                       | 214 km                                          |
| Haltern am See                | 228 km                                          |
| Marl                          | 238 km                                          |
| Dorsten                       | 250 km                                          |
| Schermbeck                    | 260 km                                          |
| Hünxe                         | 267 km                                          |
| Wesel                         | 279 km                                          |
| Xanten                        | 295 km                                          |